# Rhachicreagra mexicana
Rhachicreagra mexicana är en insektsart som beskrevs av Morgan Hebard 1932. Rhachicreagra mexicana ingår i släktet Rhachicreagra och familjen gräshoppor. Inga underarter finns listade i Catalogue of Life.